# Šeksninskij rajon
Il Šeksninskij rajon (in russo Шекснинский район?) è un rajon dell'Oblast' di Vologda, nella Russia europea; il capoluogo è Šeksna. Istituito il 12 gennaio 1965, ricopre una superficie di 2.528 chilometri quadrati ed ospita una popolazione di circa 35.000 abitanti.